# Warad-Sin
Warad-Sin va ser el tretzè rei de l'antiga ciutat-estat de Larsa, entre els anys 1770 aC i 1758 aC aproximadament. Sembla que el seu pare Kudur-Mabuk va regnar conjuntament amb ell o potser era el que dirigia el regne des de l'ombra. La seva germana En-ane-du era gran sacerdotessa de la deessa de la Lluna a Ur. És possible que fos parent de Sin-Eribam, el desè rei de Larsa.
Va regnar durant 12 anys i se sap que durant el seu segon any va destruir les muralles de Kazallu. També va construir nous canals d'irrigació eixamplant els territoris cultivats, i va edificar nous temples i un ziggurat, no només a Larsa, sinó també a Nippur i Ur. El seu germà Rim-Sin I el va succeir.